# 4595 Prinz
4595 Prinz је астероид главног астероидног појаса са средњом удаљеношћу од Сунца која износи 2,534 астрономских јединица (АЈ).
Апсолутна магнитуда астероида је 13,1.